# Кантеврија (Варезе)
Кантеврија је насеље у Италији у округу Варезе, региону Ломбардија.
Према процени из 2011. у насељу је живело 286 становника. Насеље се налази на надморској висини од 267 м.